# Comuna Zlazne, Kostopil
Zlazne (în ucraineană Злазне) este o comună în raionul Kostopil, regiunea Rivne, Ucraina, formată din satele Peretokî, Vîhin și Zlazne (reședința).

## Demografie
Componența lingvistică a comunei Zlazne
     Ucraineană (99,83%)
     Alte limbi (0,16%)
Conform recensământului din 2001, majoritatea populației comunei Zlazne era vorbitoare de ucraineană (99,83%), existând în minoritate și vorbitori de alte limbi.